# Haflo-arabier
Een haflo-arabier is een paard dat voortkomt uit een kruising van een Arabische hengst en een haflingermerrie.
Het ras ontstond uit het verlangen het vriendelijke en sobere karakter van de haflinger te behouden en tegelijkertijd een meer agiel paard te ontwikkelen, dat beter geschikt zou zijn voor de ruitersport. Het kruisen van een haflingermerrie met een arabier was niet zo vreemd, omdat zich onder de voorouders van de haflingers ook reeds Arabische hengsten bevonden.
In Zuid-Tirol, waar de haflinger oorspronkelijk vandaan komt, kunnen deze kruisingen niet opgenomen worden in het originele haflingerstamboek, omdat dit slechts een uiterst gering percentage vreemd bloed toestaat. Er is in Oostenrijk echter wel een speciaal stamboek gemaakt voor dit nieuwe ras. In Duitsland kunnen nakomelingen van haflo-arabieren opgenomen worden in een stamboek van Edelbluthaflinger. In Nederland kunnen deze kruisingsproducten ingeschreven worden bij het Nederlands Rijpaarden en Pony Stamboek (NRPS).
Het exterieur van de meeste haflo-arabieren vertoont in de voskleur duidelijk de afkomst van de moeder en in hun edele hoofd met de concave neus is gemakkelijk zijn afkomst van vaderszijde te herkennen. Toch komen soms ook andere kleuren voor. De combinatie van een vurig temperament met een relatief zware lichaamsbouw heeft lang niet iedere keer positief uitgepakt. De pony's waren soms moeilijk te berijden door onervaren ruiters. Waar het wél lukte, toont de haflo-arabier zich een betrouwbare en werkwillige pony met ruime gangen en een evenwichtig temperament.

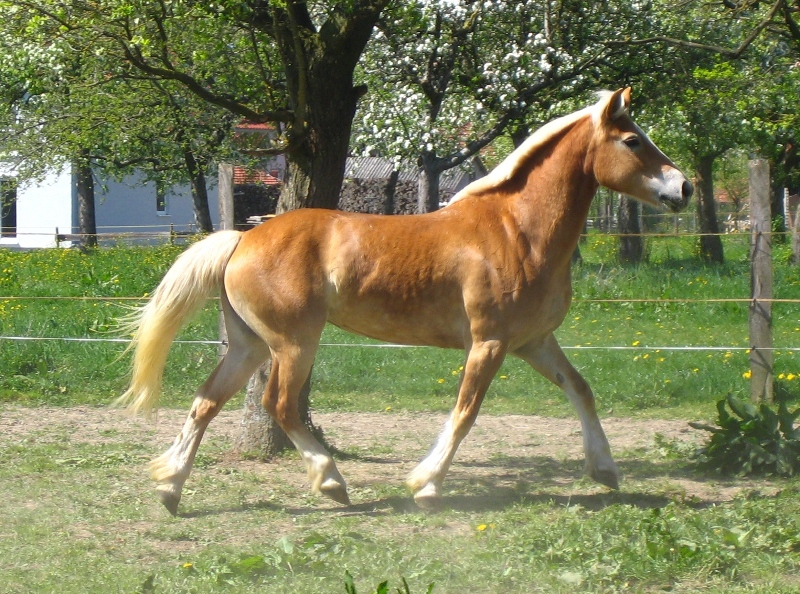
Een haflo-arabier in draf